# Котменица (Арђеш)
Котменица (рум. Cotmenița) насеље је у Румунији у округу Арђеш у општини Бабана. Oпштина се налази на надморској висини од 359 m.

## Становништво
Према подацима из 2002. године у насељу је живело 329 становника, од којих су сви румунске националности.